# Фондооснащеність
Фондоосна́щеність (рос. фондооснащённость; англ. fund provision; нім. Grundfondsausstattung f) — показник ефективності використання основних фондів на підприємствах, що показує потребу в основних виробничих фондах для виконання одиниці обсягу робіт власними силами.

## Приклади
На бурових підприємствах фондооснащеність — показник ефективності використання основних фондів, що показує потребу в основних виробничих фондах для виконання одиниці обсягу будівельно-монтажних та бурових робіт власними силами.